# Diplophyllum novum
Diplophyllum novum là một loài rêu trong họ Scapaniaceae. Loài này được J.J. Engel & G.L. Merr. mô tả khoa học đầu tiên năm 1998.